# Піківець
Піківець (до 2008 року Піковець, кол. — Ксендзівка) — село в Україні, в Паланській сільській громаді Уманського району Черкаської області. Розташоване на лівому березі річки Уманка (притока Ятрані) за 7 км на схід від міста Умань. Населення становить 591 особа (станом на 1 січня 2024 р.).

## Історія
На території села було знайдено археологічне поселення білогрудівської культури.
Під час Голодомору 1932—1933 років, тільки за офіційними даними, від голоду померло 85 мешканців села.

## Населення
За даними перепису 2001 року в селі мешкала 751 особа.

### Мовний склад
Рідна мова населення за даними перепису 2001 року:
| Мова       | Чисельність, осіб | Доля     |
| ---------- | ----------------- | -------- |
| Українська | 719               | 95,74 %  |
| Російська  | 29                | 3,86 %   |
| Білоруська | 1                 | 0,13%    |
| Інше       | 2                 | 0,27 %   |
| Разом      | 751               | 100,00 % |

## Відомі люди
- Гаврилюк Сергій Вікторович (1985-2015) — старший солдат, учасник російсько-української війни.

## Піківець у культурі
Село згадується у фейлетоні Юрія Мокрієва «Були в Рудя бджоли».

## Галерея

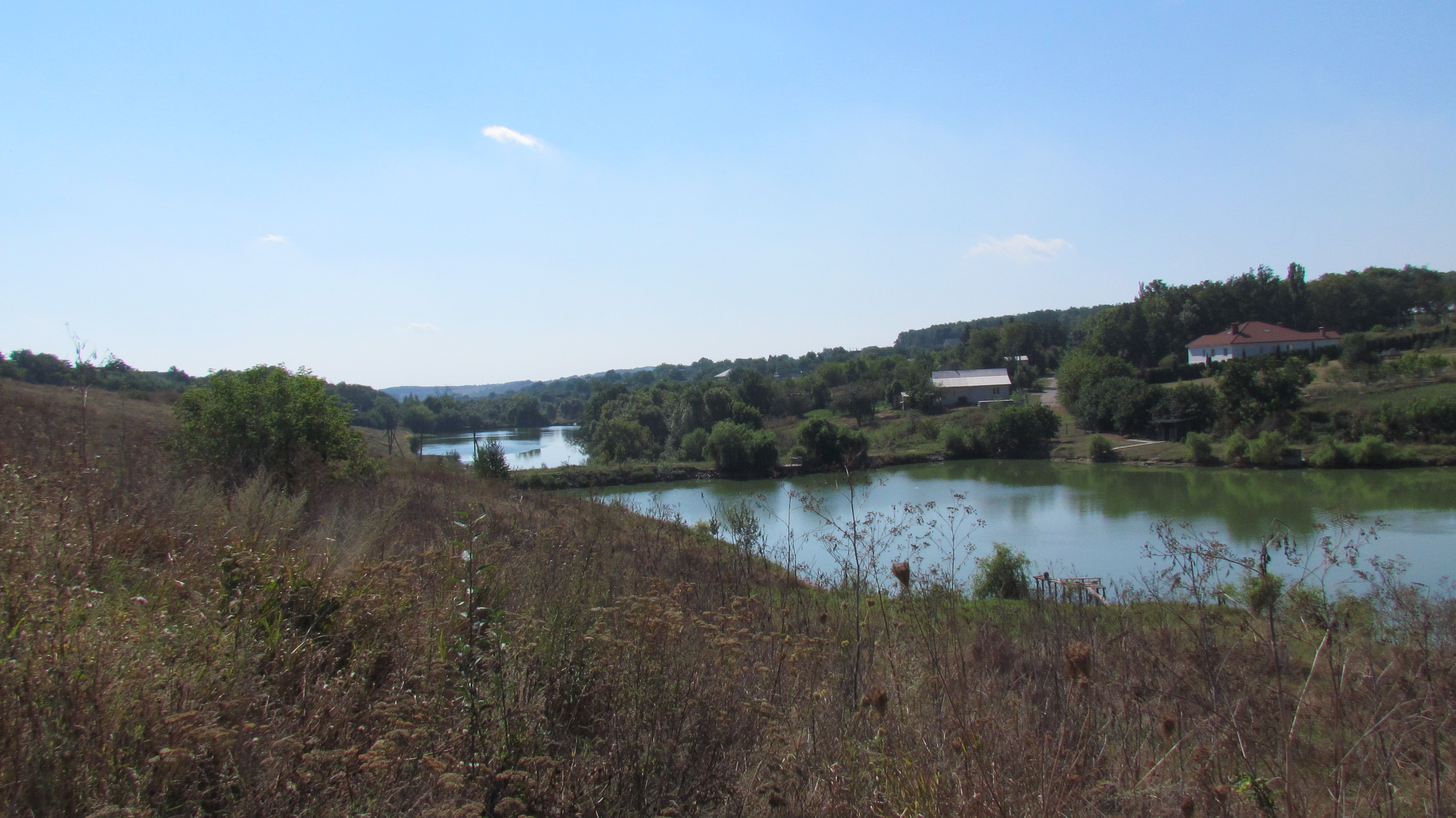
Стави у північній частині села
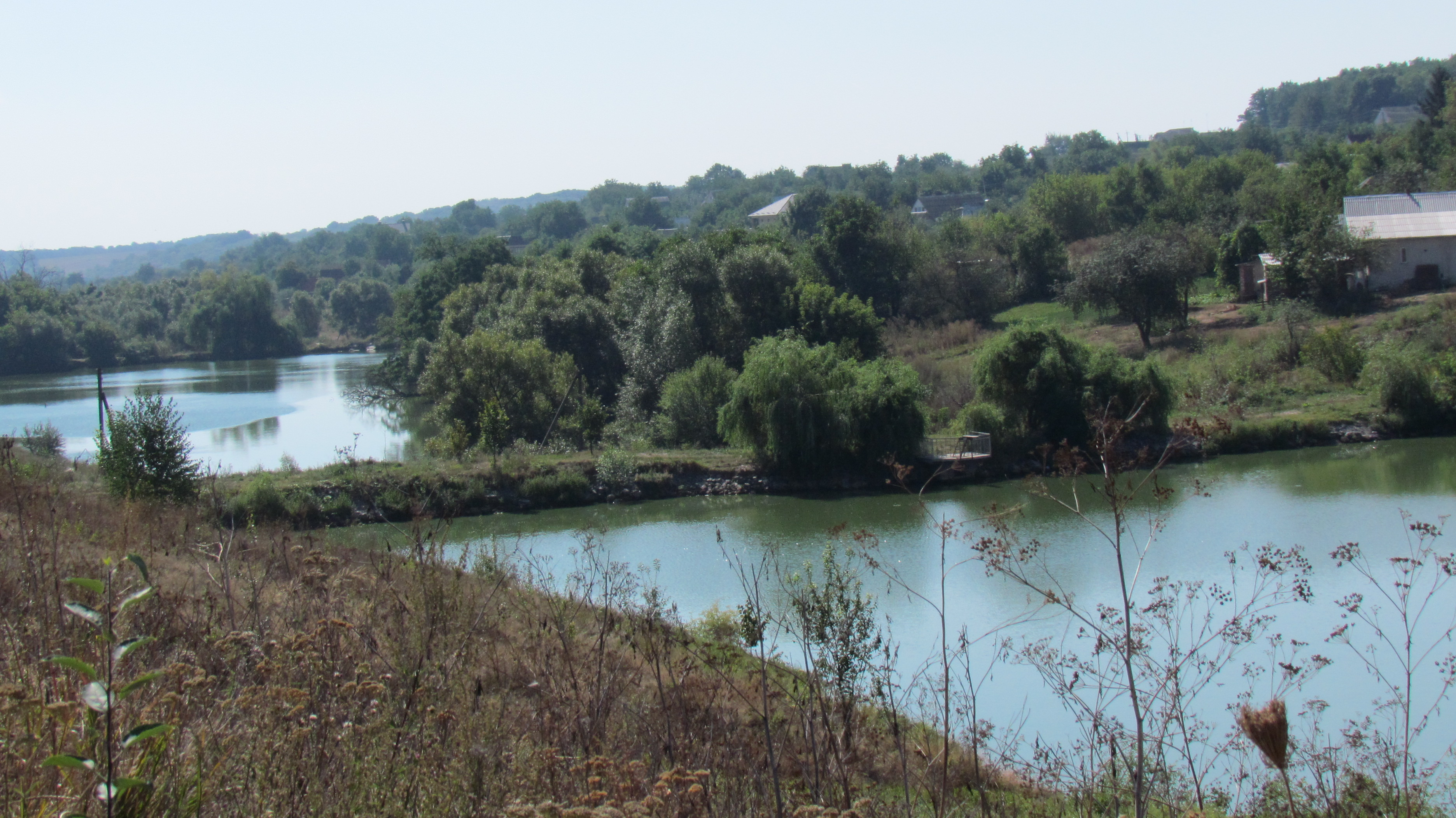
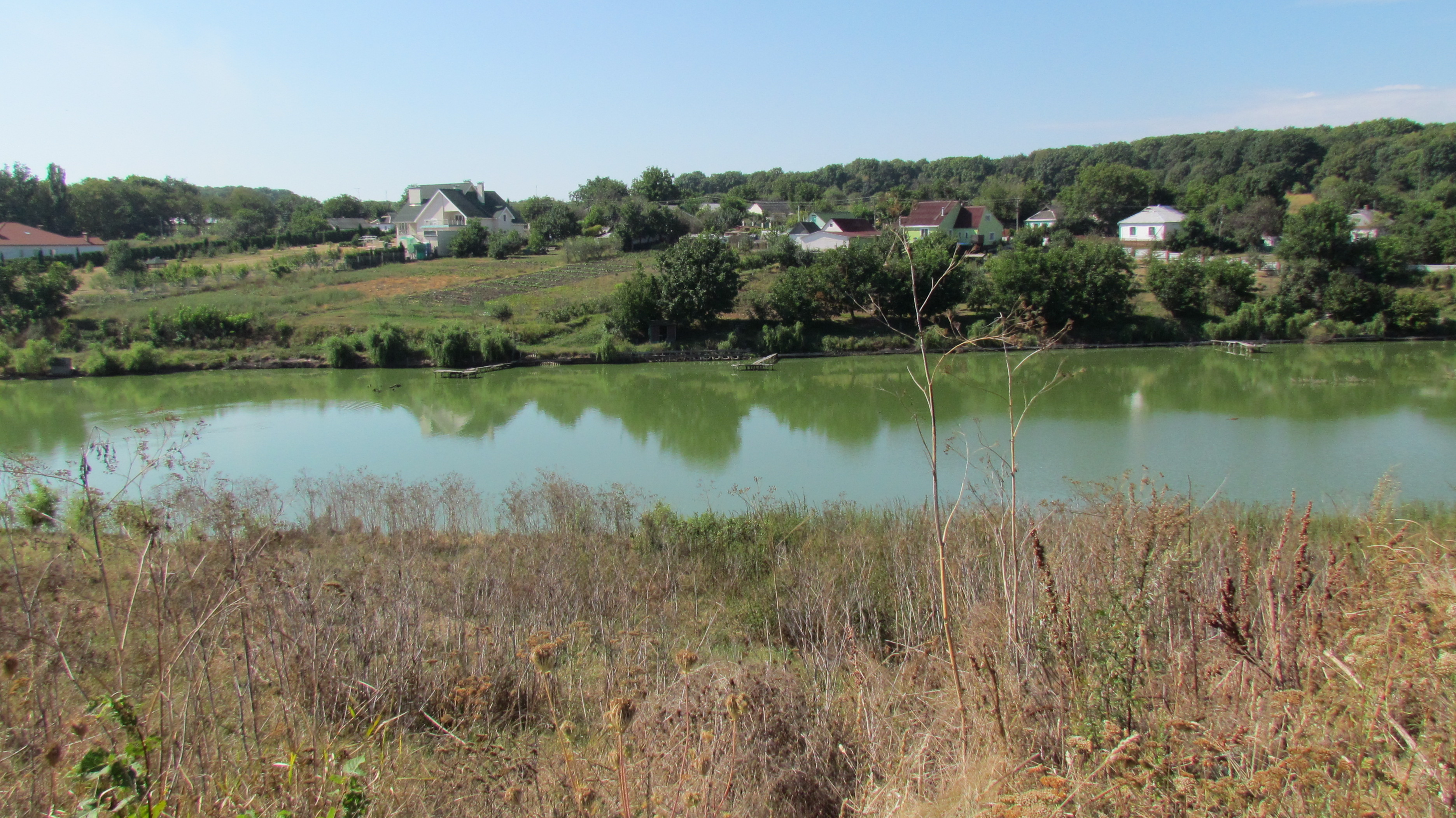
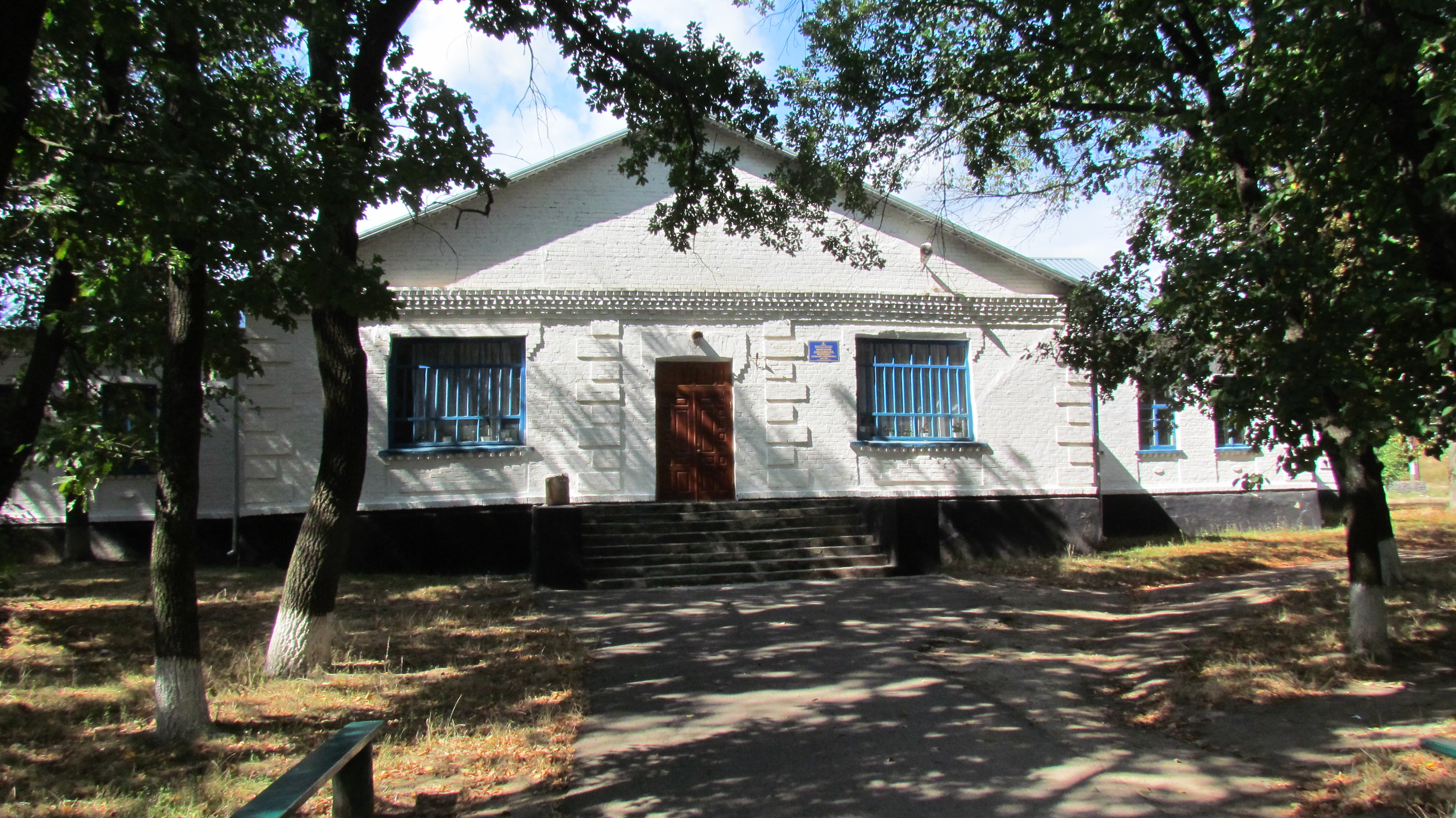
Сільський клуб
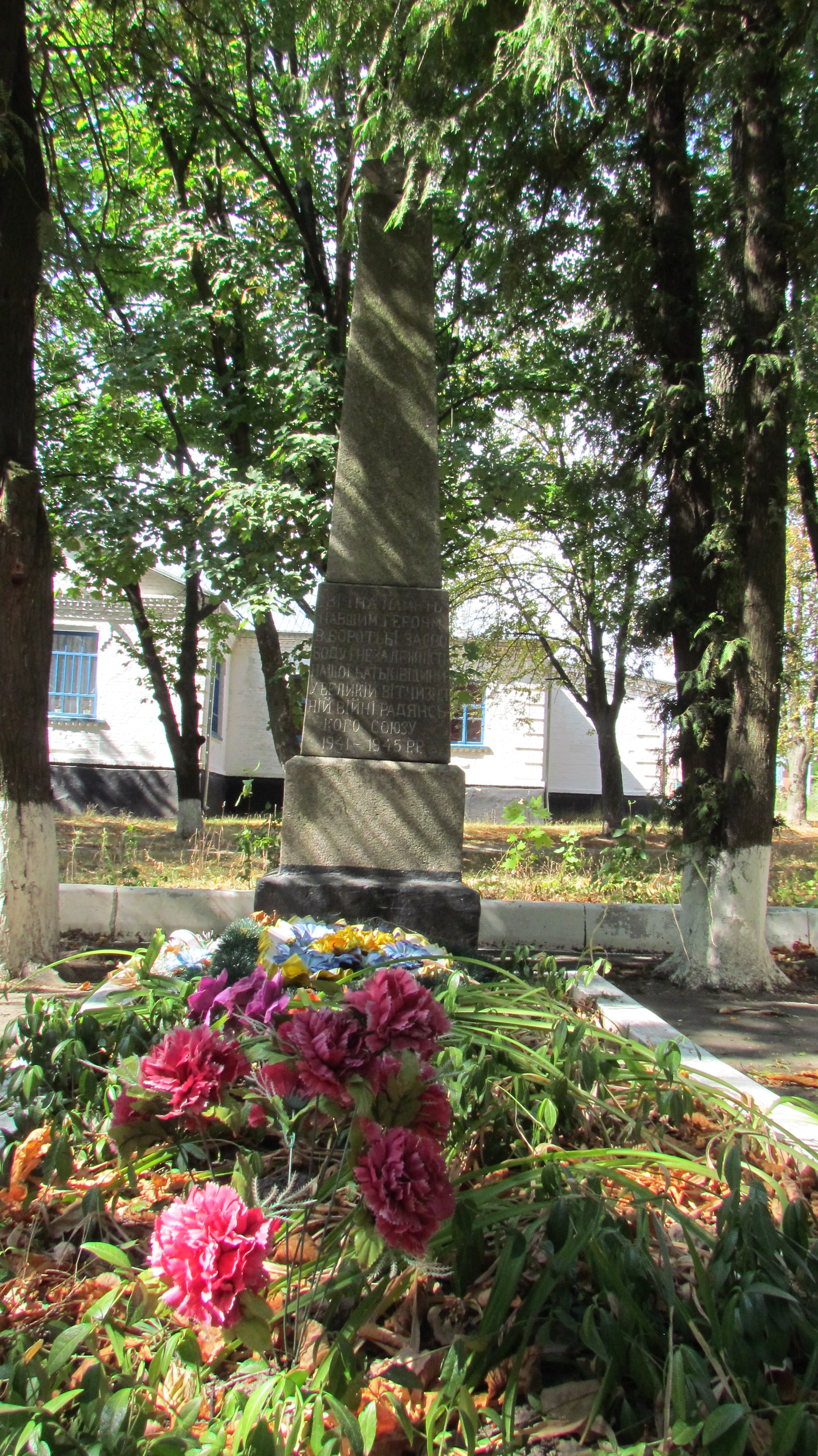
Пам'ятник учасникам війни 1941-1945 років
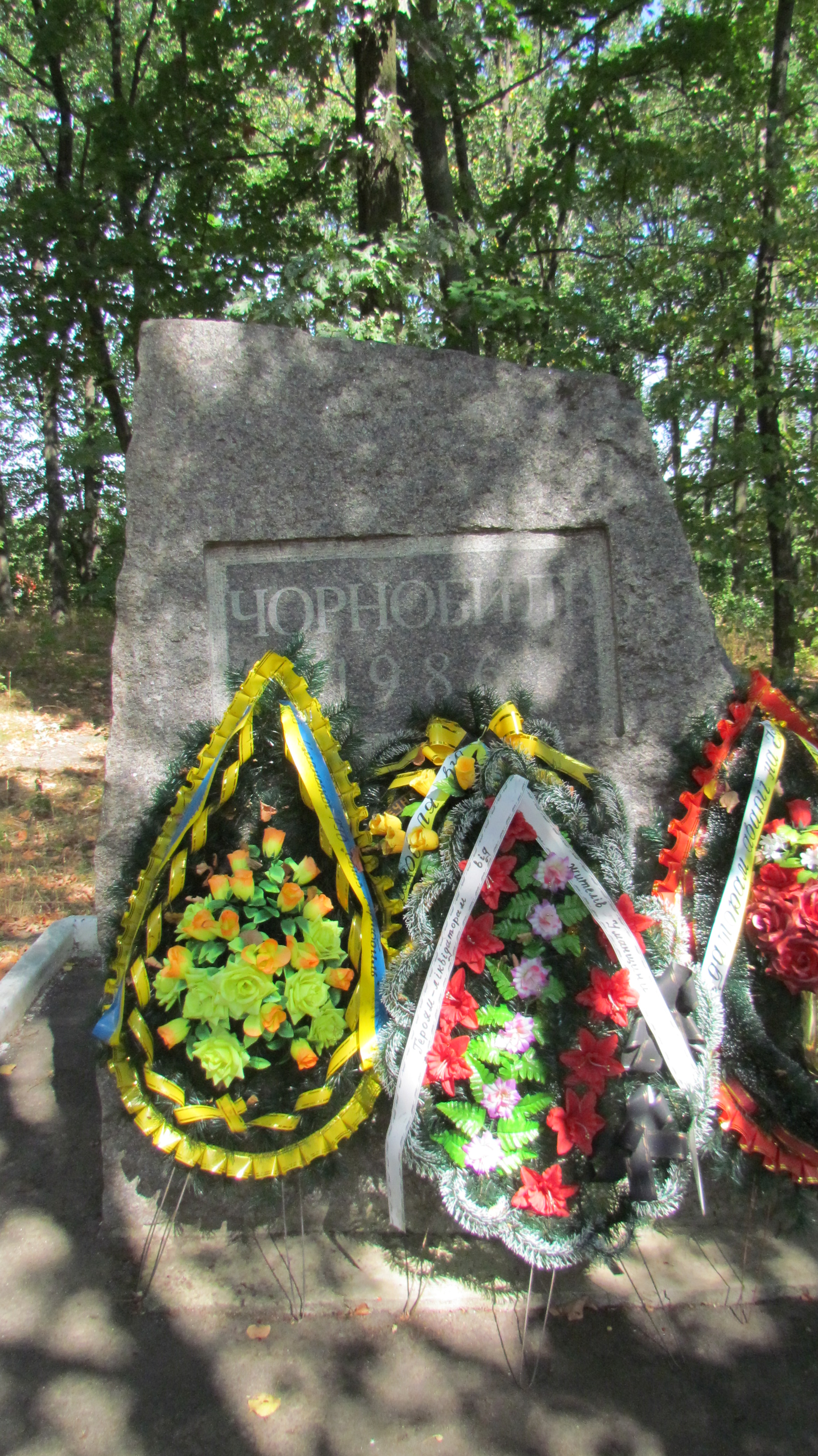
Пам'ятник жертвам чорнобильської катастрофи
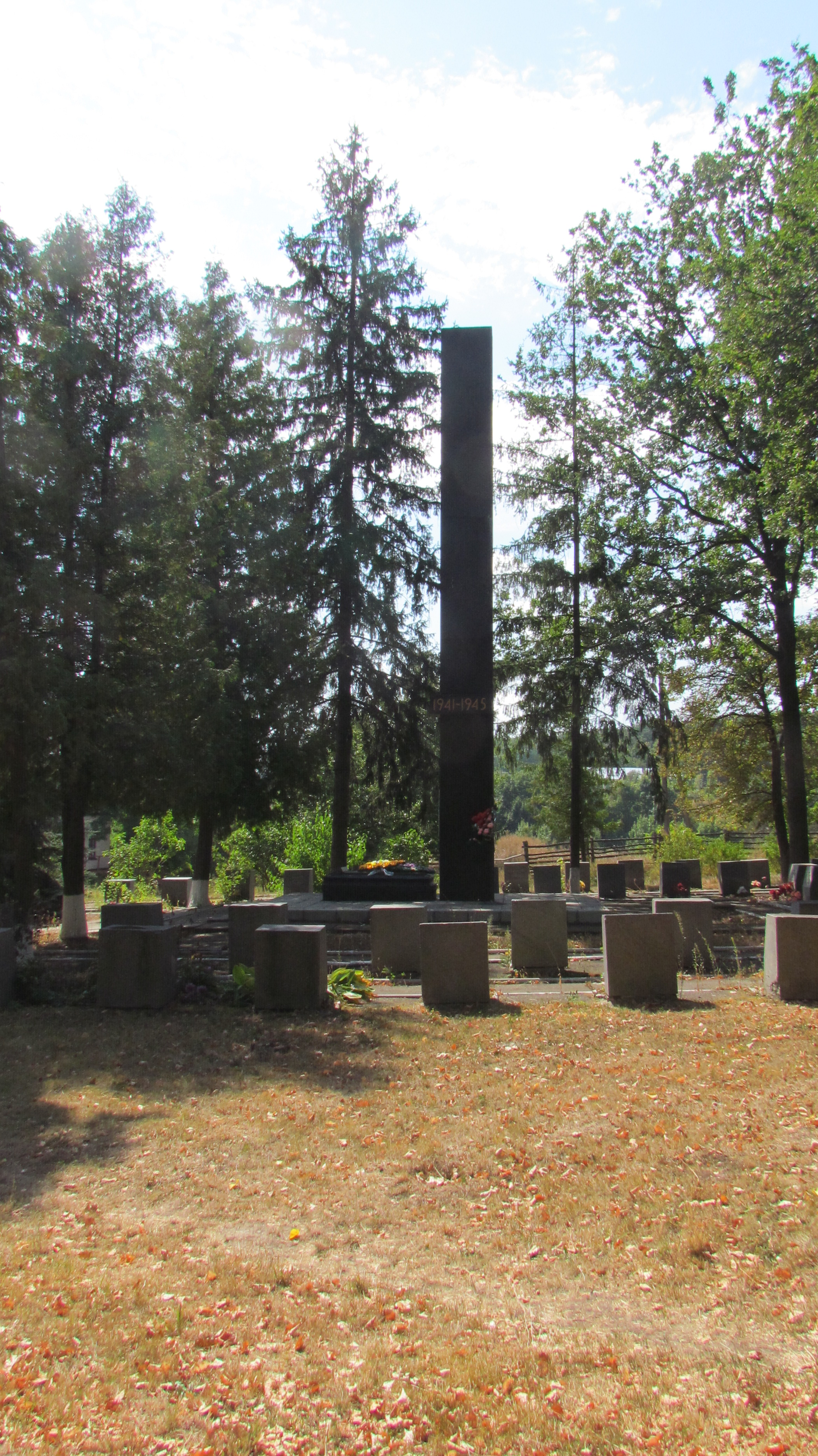
Меморіальний комплекс на честь жителів села, які загинули у часи Другої світової війни
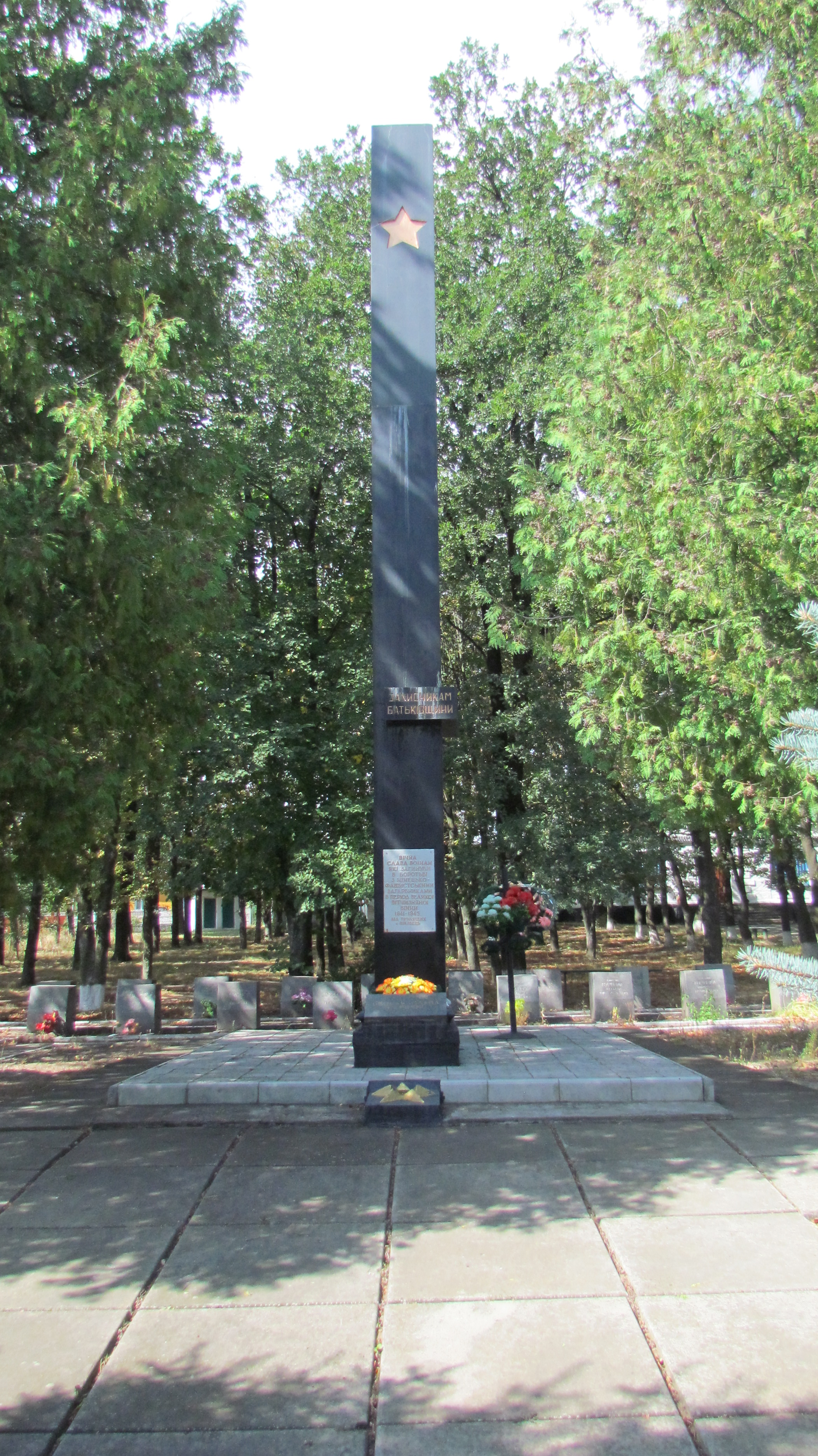
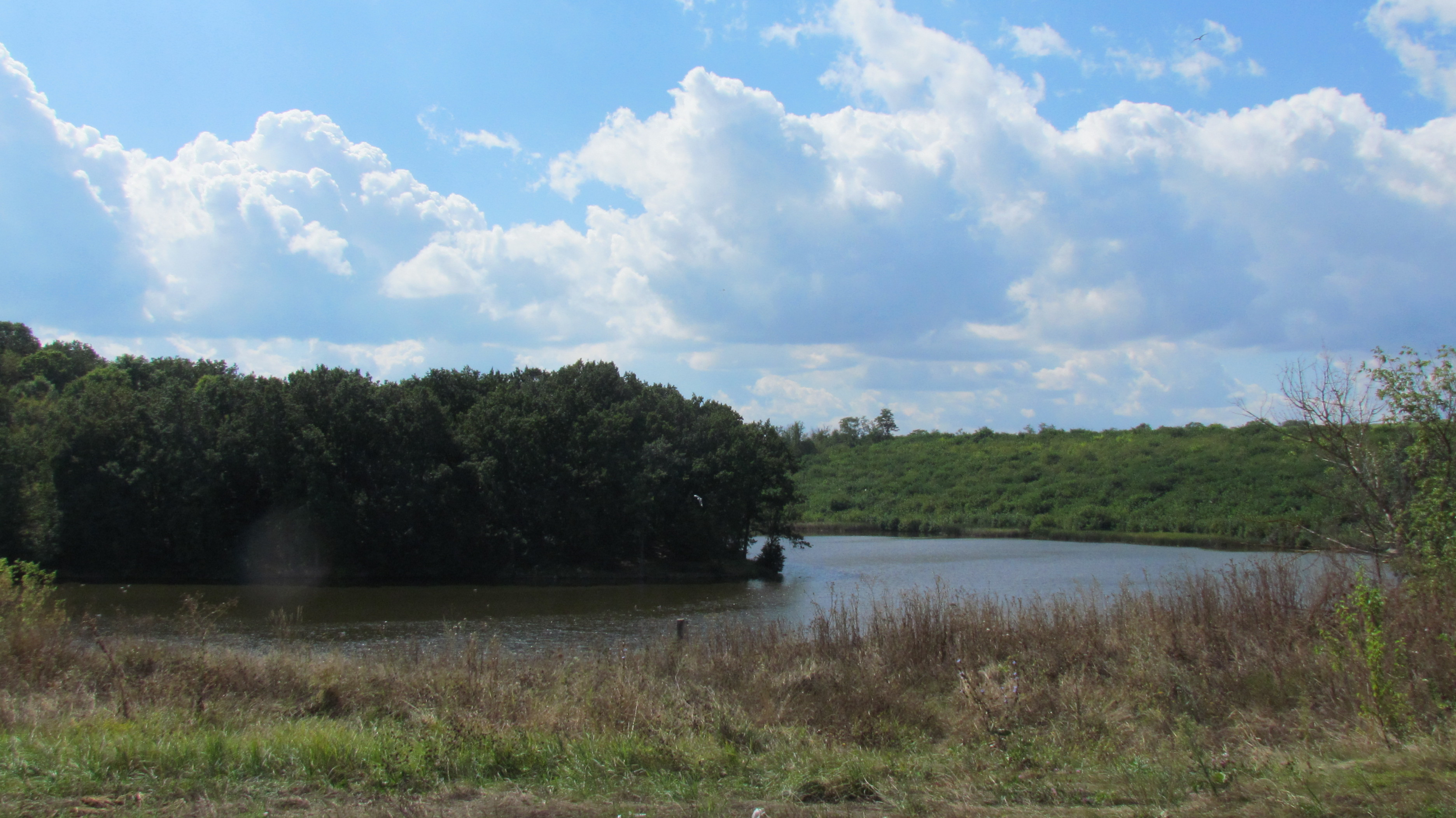
Став у південній частині села
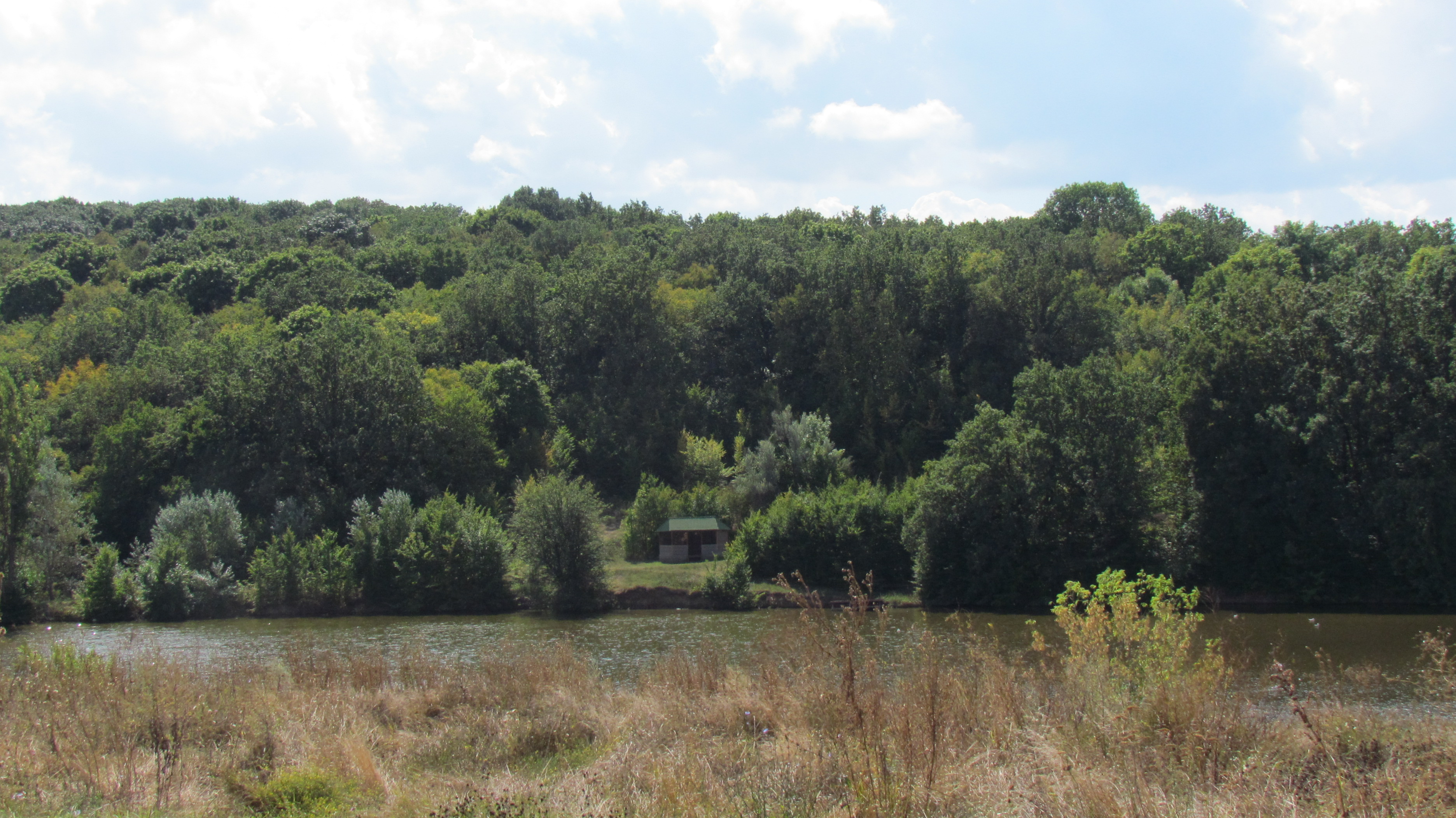
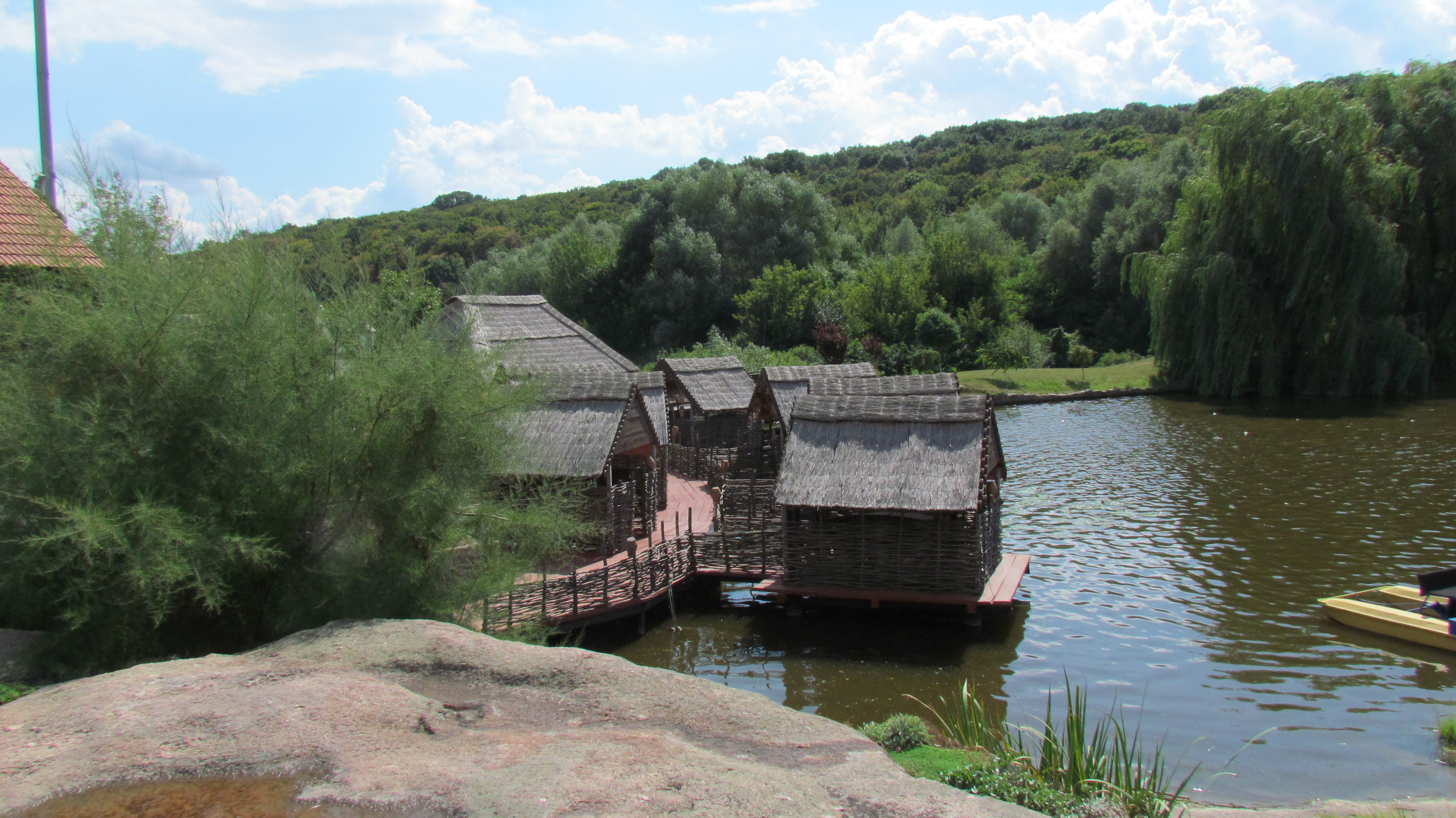
Поблизу з рестораном «Млин»
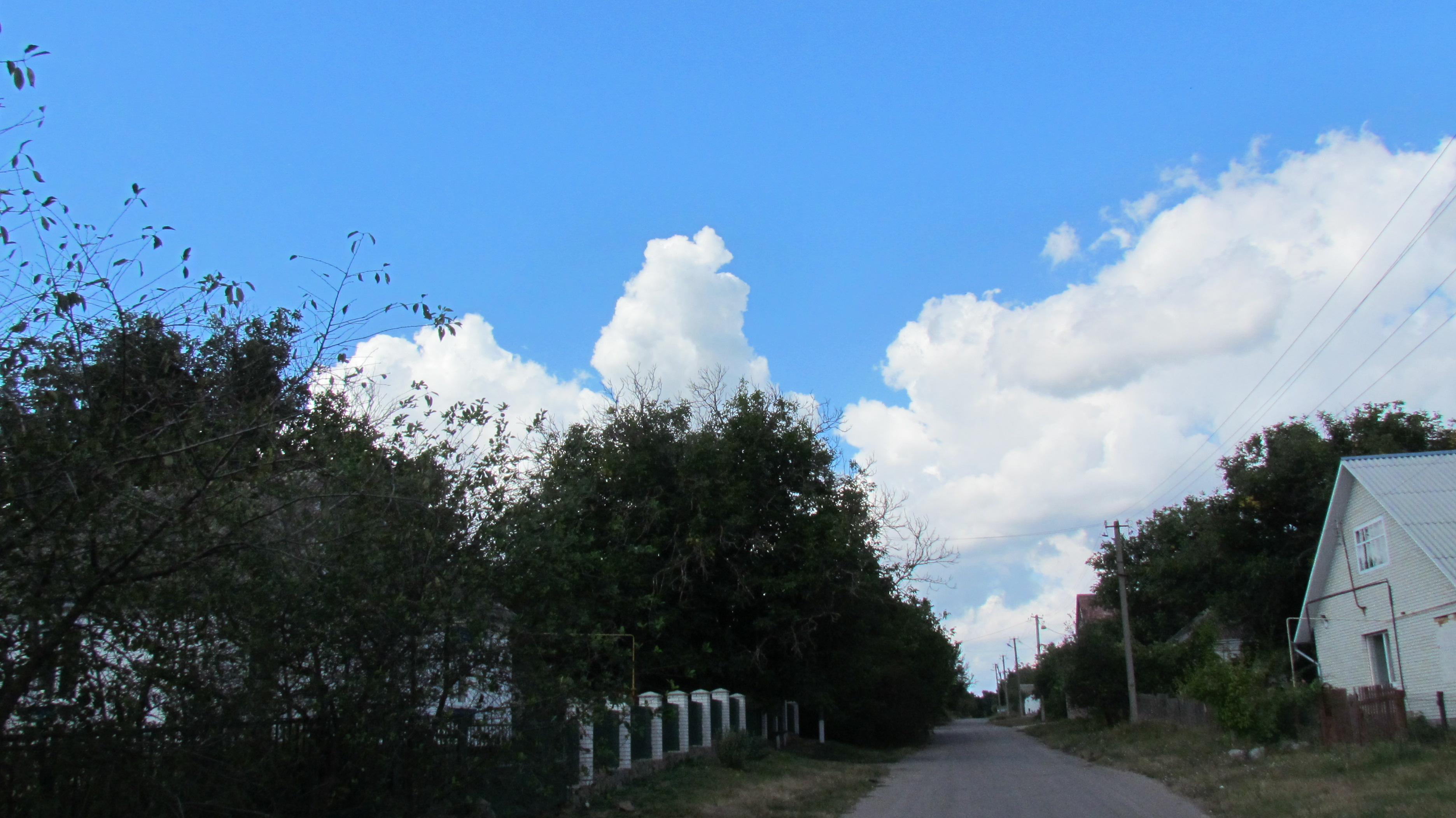
Вулиця Шевченка